# Брюэль
Брюэль (нем. Brüel) — город в Германии, в земле Мекленбург-Передняя Померания.
Входит в состав района Пархим. Подчиняется управлению Штернбергер Зеенландшафт.  Население составляет 2763 человека (на 31 декабря 2010 года). Занимает площадь 27,30 км². Официальный код  —  13 0 60 007.